# 贝纳丁诺·巴耳蒂

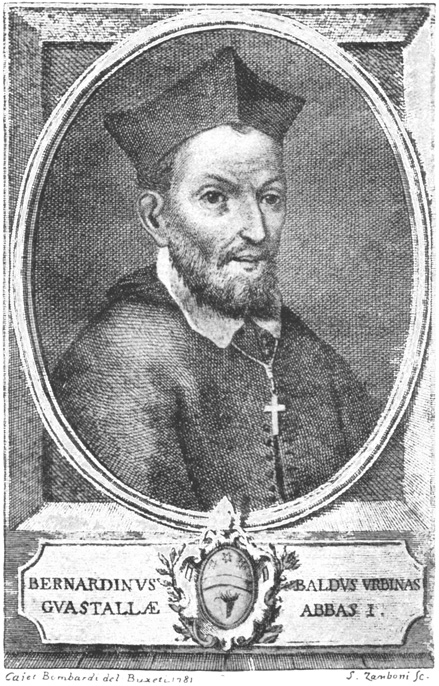
贝纳丁诺·巴耳蒂

贝纳丁诺·巴耳蒂（Bernardino Baldi，1553年6月5日—1617年10月12日）意大利数学家、作家。
巴耳蒂生于马尔凯的烏爾比諾一个贵族家庭，求学帕多瓦。据称他通晓十六种语言，而根据 Girolamo Tiraboschi，其墓志只记有十二种。
发生在帕多瓦的瘟疫迫使他回到故乡。不久被召为 Ferrante Gonzaga 的教师。从后者那里，他得到了 Guastalla 修院院长的职位。在院长的位子上工作了二十五年之后，他回到烏爾比諾。1612年，公爵派他去威尼斯。1617年10月12日贝纳丁诺·巴耳蒂逝于烏爾比諾。
据称，巴耳蒂一生共有一百多部著作，大多数未发表，主要关于神学、数学、地理学、古董、历史及诗歌。其 Cronica dei Matematici（《数学家年谱》，1707年烏爾比諾版）是他花十二年写作一部更完整著作的节选本，计划包括二百五十位数学家的生平。
关于巴耳蒂生平，有 Affô 及 Mazzuchelli 等人传记。